# Karoliniškės
Karoliniškės seniūnija (litauisk: Karoliniškių seniūnija) er en seniūnija (dansk: bydel) i Vilnius beliggende på højre side af Neris, vest for Žvėrynas seniūnija og nord for Lazdynai seniūnija.
Karoliniškės seniūnija består af kvarteret (litauisk: Miesto dalis (mikrorajonas)) Karoliniškės.
Karoliniškės dækker et ca. 4 km2 stort område. Omkring 1 km2 er brinker langs Neris-floden, og omkring 0,1 km² er skov, "Pasakų parkas" (dansk: eventyrparken), som er udsmykket med eventyrlige træskulpturer. Der er omkring 30 tusind beboere i bydelen.
I bydelen har et videnskabeligt, encyklopædisk bogforlag til huse. Der er 2 gymnasier et litauisk og et hviderussiske samt musikskole i Karoliniškės.

## Historie
Ældre beboere i Karoliniškės mener, at den gamle landsby på stedet arvede navnet efter et gods der lå der. Sprogforskeren John Jurkštas mener dog at navnet stammer fra "Karčma Karolinov" (dansk: Karoline Kroen), som lå på stedet i begyndelse af 1800-tallet.
Opførelsen af bydelen påbegyndtes i 1971 ifølge R. Balenos og G. Balėnienės' projekt. Bebyggelsen består hovedsageligt at 5, 9 og 12 etagers høje beboelsesejendomme.

## Galleri
- TV tårnet med mindesmærke for demonstrationerne den 11.-13. januar 1991TV tårnet med mindesmærke for demonstrationerne den 11.-13. januar 1991
- Udsigt fra Vilnius TV tårn over Karoliniškės